# Rising Sun

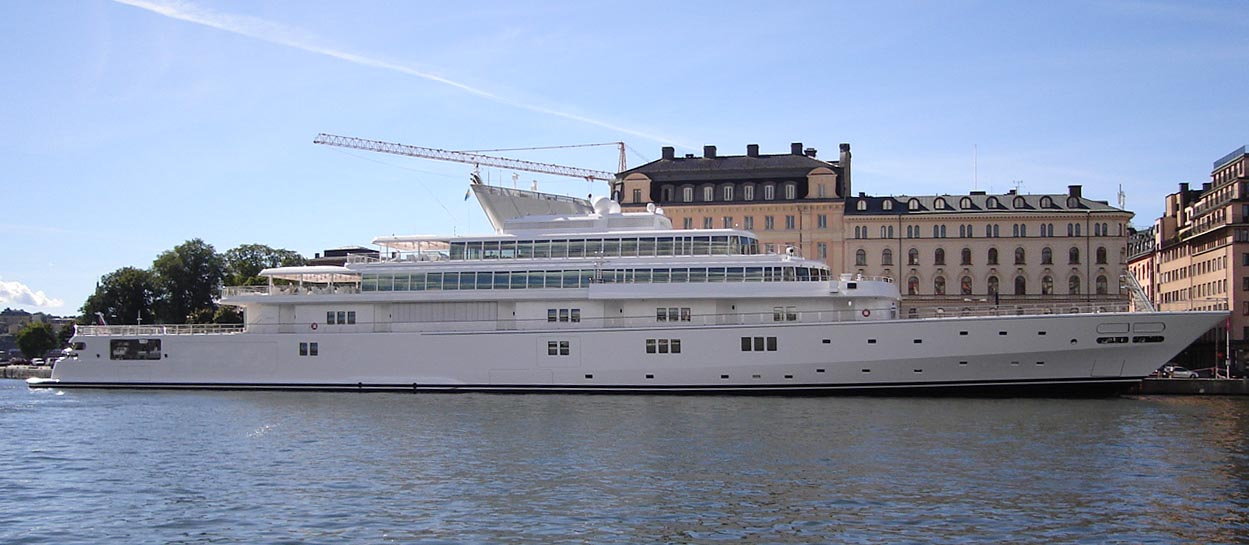
Rising Sun vid Nybrokajen i Stockholm 2005

Rising Sun är en  motoryacht, byggd 2004. Den är 452.75 fot (138 meter) och beställdes av Oracle Corporations ägare Larry Ellison. Den var som ny världens största privatägda motoryacht. Den ägs (2012) av David Geffen.
Rising Sun är designad av Jon Bannenberg och byggd av Lürssen 2004. Hon var ett av Bannenbergs sista projekt och färdigbyggdes efter hans död. Rising Sun drivs av fyra dieselmotorer med en sammanlagd kraft av 36,000 kW (50,000 hk). Maxfarten är 28 knop. Fartyget är utrustad med 82 rum, en biograf, en vinkällare, ett gym och en basketplan som även kan tjäna som helikopterplatta samt en miniubåt.